# Malcantone

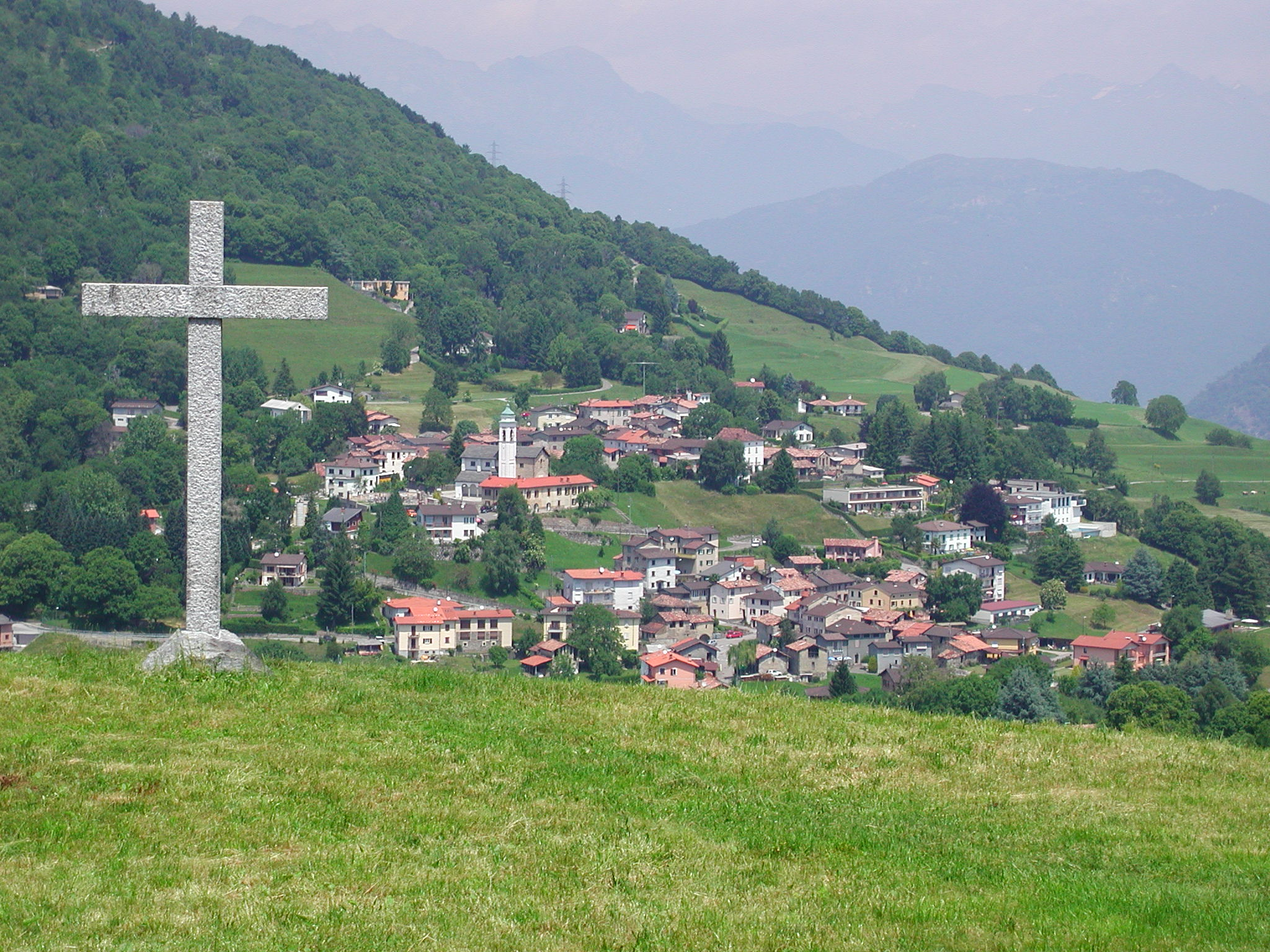
Arosio, comune Alto Malcantone

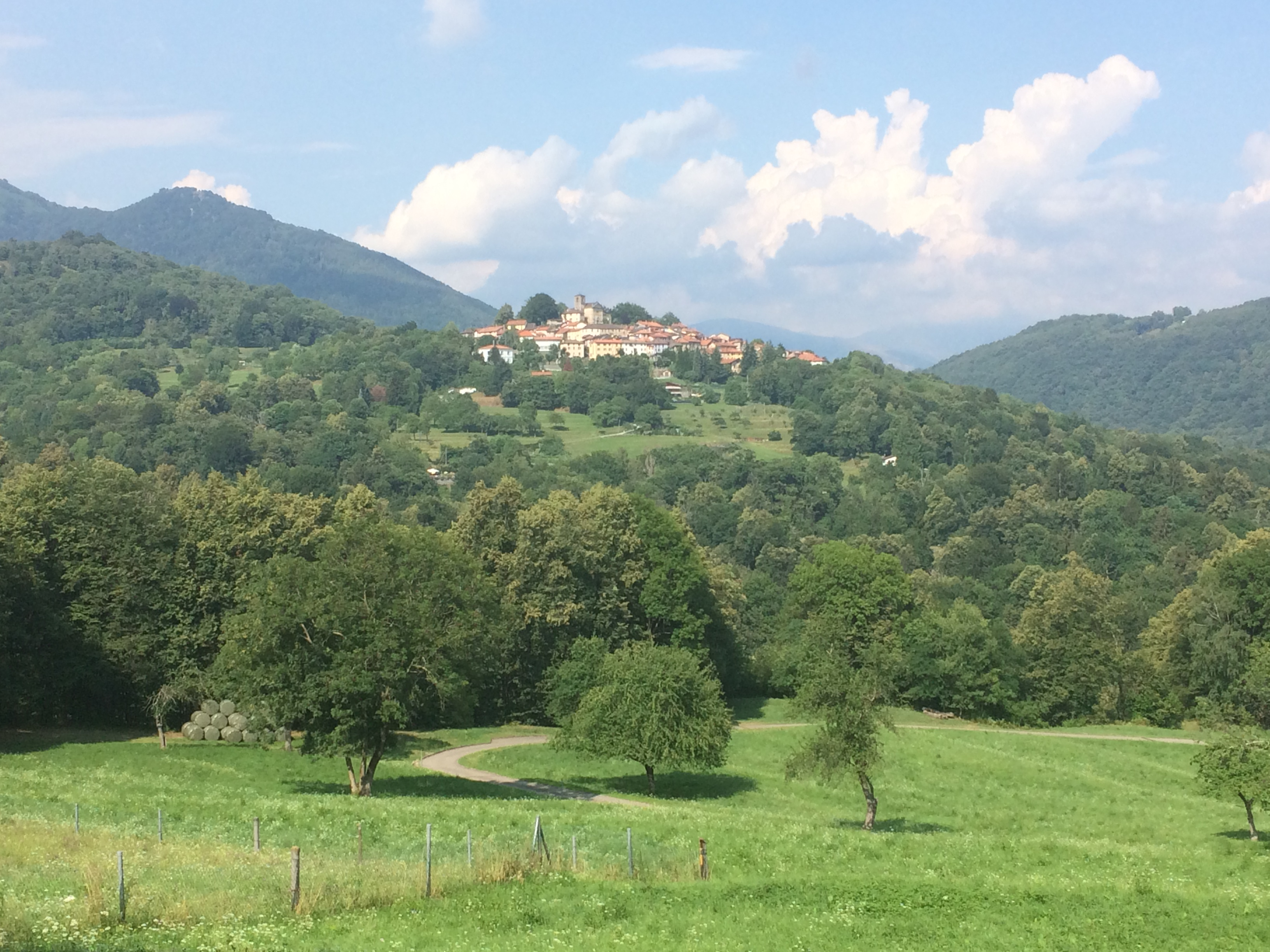
Breno, comune Alto Malcantone

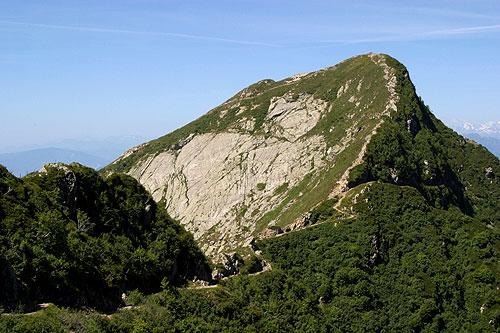
Il Monte Tamaro

Il Malcantone (in ticinese Malcanton) è una regione geografica del Canton Ticino, delimitata a nord e a ovest dai monti Tamaro, Gradiccioli, Magno, Poncione di Breno e Lema; ad est dalla valle del Vedeggio, e a sud dal lago di Lugano e dal fiume Tresa. Viene distinta in basso, medio e alto Malcantone. Esso comprende i 16 comuni politici di Agno, Alto Malcantone, Aranno, Astano, Bedigliora, Bioggio, Cademario, Caslano, Curio, Magliaso, Miglieglia, Neggio, Novaggio, Pura, Tresa e Vernate.

## Nome
Il nome medievale della zona, come si trova per la prima volta in un documento nel 1280, è stato Vallis Aroxii o Vallis Arosii, che significa "Valle di Arosio". Il nome attuale è attestato per la prima volta come malus angulus nel 1644 in un rapporto di visita episcopale. La regione viene quindi elencata come Malcantone su una mappa dell'arcidiocesi di Milano della prima metà del XVIII secolo.
Il politico, pubblicista e statistico Stefano Franscini in uno studio paretimologico ha spiegato che, durante il diciannovesimo secolo, l'area nell'Ancien Régime era molto lontana dall'ufficiale giudiziario federale residente a Lugano, così che spesso venivano commessi crimini (misfatti). I nomi locali del tipo Malcantón sono comuni in Ticino e nel nord Italia. In questo contesto, lo scienziato ticinese Ottavio Lurati ha spiegato il nome come "un angolo che è difficile da raggiungere lontano dalle rotte del traffico".